# Acrolejeunea
Acrolejeunea nom. cons., rod jetrenjarki iz porodice Lejeuneaceae. Dvadesetak priznatih vrsta.

## Vrste
1. Acrolejeunea abnormis (Gottsche) Pearson
2. Acrolejeunea allisonii Gradst.
3. Acrolejeunea arcuata (Nees) Grolle & Gradst.
4. Acrolejeunea aulacophora (Mont.) Steph.
5. Acrolejeunea crassicaulis (Steph.) Jian Wang bis & Gradst.
6. Acrolejeunea emergens (Mitt.) Steph.
7. Acrolejeunea fertilis (Reinw., Blume & Nees) Schiffn.
8. Acrolejeunea heterophylla (A. Evans) Grolle & Gradst.
9. Acrolejeunea inflexa (Gottsche) Pearson
10. Acrolejeunea infuscata (Mitt.) Jian Wang bis & Gradst.
11. Acrolejeunea mollis (Hook. f. & Taylor) Schiffn.
12. Acrolejeunea parvula (Mizut.) Gradst.
13. Acrolejeunea pusilla (Steph.) Grolle & Gradst.
14. Acrolejeunea pycnoclada (Taylor) Schiffn.
15. Acrolejeunea recurvata Gradst.
16. Acrolejeunea sandvicensis (Gottsche) Steph.
17. Acrolejeunea securifolia (Nees) Steph.
18. Acrolejeunea sikkimensis (Mizut.) Gradst.
19. Acrolejeunea sinensis (Jian Wang bis, R.L. Zhu & Gradst.) Jian Wang bis & Gradst.
20. Acrolejeunea tjibodensis (Verd.) Grolle & Gradst.
21. Acrolejeunea torulosa (Lehm. & Lindenb.) Schiffn.
22. Acrolejeunea ucrainica Mamontov, Heinrichs & Schäf.-Verw.†